# Eristalis (подрод)
Eristalis (лат.) — подрод мух-журчалок рода Eristalis.

## Описание
Птероплевра в задней части, гипоплевра и плевроптеригии частично опушенные. Медиальная полоса лица широкая, достигает трети ширины лица. На глазах имеется пара вертикальных полос образованных густыми волосками. Ариста не опушена.

## Систематика
В составе два вида:
- Eristalis tenax (Linnaeus, 1758)
- Eristalis proserpina Wiedemann, 1830